# Мер-Тре-Профонд-Сюд
Мер-Тре-Профо́нд-Сюд (фр. Mer Tres Profonde Sud; дословно: очень глубокое море, юг) — морской нефтегазовый блок в территориальных водах Конго в Атлантическом океане. Площадь блока Мер-Тре-Профонд-Сюд составляет более чем 5 тыс. км², он расположен в районе с глубинами моря 1,3-3 км.
На блоке Мер-Тре-Профонд-Сюд уже открыто несколько месторождении это - Андромеда (Andromede) (2000), Пегас-Норд (Pegase Nord) (2004), Ориж-Норд (Aurige Nord) (2006), Кассиопея-Эст (2007) и Перси-Норд-Ист (Persee Nord Est) (2007).
Запасы блока оценивается до 100 млн. тонн нефти.
Оператором блока является французская компания Total (40%). Другие партнеры блока это Esso (30%) и Eni (30%).